# Silvery moon (Jack Jersey)
Silvery Moon is een single van Jack Jersey uit 1975. Hij schreef het met K. Naar en produceerde het zelf. Het verscheen niet op een regulier album, maar wel op The best of Jack Jersey van een jaar later. De single bereikte de Vlaamse hitlijsten nog twee weken eerder dan de Nederlandse.
Op de B-kant staat het nummer Till the end of time dat hij met Jacques Verburgt schreef. Dit is een productie van Frank Jones in de studio in Nashville. Daar werd ook de rest van het album I wonder geproduceerd waar dit lied op staat.
Het lied gaat over een meisje met de naam Maria die de zanger achterliet aan de Spaanse grens. Ze heeft zwart lang haar en haar ogen zijn vurig. Hij weet zeker dat er niemand anders voor hem is dan zij. Hij herinnert zich hoe ze kusten in het licht van de zilverkleurige zon (Silvery moon).
In 2016 verscheen een cover onder de titel Godenkind in België. Het is vertaling van Herbert Verhaeghe die het onder zijn voornaam uitbracht op zijn album Tijd.

## Hitnoteringen
De single van Jack Jersey bereikte in 1975 de hitlijsten van Nederland en Vlaanderen.

### Nederland
| Silvery moon in de Nederlandse Top 40 van 30-8-1975 t/m 13-9-1975 | Silvery moon in de Nederlandse Top 40 van 30-8-1975 t/m 13-9-1975 | Silvery moon in de Nederlandse Top 40 van 30-8-1975 t/m 13-9-1975 | Silvery moon in de Nederlandse Top 40 van 30-8-1975 t/m 13-9-1975 | Silvery moon in de Nederlandse Top 40 van 30-8-1975 t/m 13-9-1975 |
| Week                                                              | 1                                                                 | 2                                                                 | 3                                                                 |                                                                   |
| ----------------------------------------------------------------- | ----------------------------------------------------------------- | ----------------------------------------------------------------- | ----------------------------------------------------------------- | ----------------------------------------------------------------- |
| Positie                                                           | 29                                                                | 22                                                                | 24                                                                | uit                                                               |

| Silvery moon in de Nationale Hitparade van 23-8-1975 t/m 13-9-1975 | Silvery moon in de Nationale Hitparade van 23-8-1975 t/m 13-9-1975 | Silvery moon in de Nationale Hitparade van 23-8-1975 t/m 13-9-1975 | Silvery moon in de Nationale Hitparade van 23-8-1975 t/m 13-9-1975 | Silvery moon in de Nationale Hitparade van 23-8-1975 t/m 13-9-1975 | Silvery moon in de Nationale Hitparade van 23-8-1975 t/m 13-9-1975 |
| Week                                                               | 1                                                                  | 2                                                                  | 3                                                                  | 4                                                                  |                                                                    |
| ------------------------------------------------------------------ | ------------------------------------------------------------------ | ------------------------------------------------------------------ | ------------------------------------------------------------------ | ------------------------------------------------------------------ | ------------------------------------------------------------------ |
| Positie                                                            | 28                                                                 | 25                                                                 | 23                                                                 | 22                                                                 | uit                                                                |

### Vlaanderen
In de Top 30 van de BRT stond de single 5 weken genoteerd en bereikte het nummer 16 als hoogste notering. In de Ultratop 30 kende het de volgende noteringen:
| Silvery moon in de Vlaamse Ultratop 30 van 16-8-1975 t/m 4-10-1975 | Silvery moon in de Vlaamse Ultratop 30 van 16-8-1975 t/m 4-10-1975 | Silvery moon in de Vlaamse Ultratop 30 van 16-8-1975 t/m 4-10-1975 | Silvery moon in de Vlaamse Ultratop 30 van 16-8-1975 t/m 4-10-1975 | Silvery moon in de Vlaamse Ultratop 30 van 16-8-1975 t/m 4-10-1975 | Silvery moon in de Vlaamse Ultratop 30 van 16-8-1975 t/m 4-10-1975 | Silvery moon in de Vlaamse Ultratop 30 van 16-8-1975 t/m 4-10-1975 | Silvery moon in de Vlaamse Ultratop 30 van 16-8-1975 t/m 4-10-1975 | Silvery moon in de Vlaamse Ultratop 30 van 16-8-1975 t/m 4-10-1975 | Silvery moon in de Vlaamse Ultratop 30 van 16-8-1975 t/m 4-10-1975 |
| Week                                                               | 1                                                                  | 2                                                                  | 3                                                                  | 4                                                                  | 5                                                                  | 6                                                                  | 7                                                                  | 8                                                                  |                                                                    |
| ------------------------------------------------------------------ | ------------------------------------------------------------------ | ------------------------------------------------------------------ | ------------------------------------------------------------------ | ------------------------------------------------------------------ | ------------------------------------------------------------------ | ------------------------------------------------------------------ | ------------------------------------------------------------------ | ------------------------------------------------------------------ | ------------------------------------------------------------------ |
| Positie                                                            | 30                                                                 | 27                                                                 | 25                                                                 | 22                                                                 | 25                                                                 | 25                                                                 | 20                                                                 | 24                                                                 | uit                                                                |